# 小浦站 (中國)
小浦站是位于浙江省长兴县小浦镇的一个铁路车站，邮政编码313116。车站建于1960年，有长牛铁路经过该站，现仅办理货运，不办理客运业务，车站及其上下行区间均未电气化。车站距离长兴站18公里，隶属上海铁路局，是四等站。